# Thomas Kjær Olsen
Thomas Kjær Olsen (Sønderborg, 24 april 1997) is een Deens voormalig motorcrosser.

## Carrière
In 2014 werd Kjær Olsen na het behalen van enkele podiumplaatsen zesde in het EK MX2, met Honda. In 2015 werd hij opnieuw zesde, ditmaal met KTM. Hij won dat jaar de wedstrijd in België. Hij wist de titel te behalen in 2016, met Husqvarna.
Dit leverde hem in 2017 een fabrieksmotor op in het Wereldkampioenschap motorcross MX2 in het team van Jacky Martens. Dit eerste seizoen won hij in Ķegums de GP van Letland. Voor de rest wist hij geen podiumplaatsen te behalen. Hij sloot het seizoen af op de derde plaats in de eindrangschikking. Ook in 2018 won hij de GP van Letland en sloot het seizoen weer als derde af in de eindstand. In het seizoen 2019 behaalde hij zijn derde GP overwinning, ditmaal die van Groot-Brittannië. Het seizoen beëindigde hij op de tweede plaats in de eindrangschikking. Zijn vierde GP zege behaalde in 2020 in Mantova waar hij de GP van Lombardije op zijn naam schreef.
In 2014 (13e), 2015 (15e), 2016 (15e), 2017 (14e) en 2019 (29e) maakte Kjær Olsen deel uit van het Deense team op de Motorcross der Naties, telkens -uitgezonderd in 2016- samen met zijn oudere broer Stefan.
Na een zware valpartij tijdens de Grand Prix van Letland in 2022, waarbij Kjær Olsen een zwaar nekletsel opliep, kwam zijn actieve carrière voortijdig ten einde.
Op 18 november 2024 werd bekend gemaakt dat Kjær Olsen de nieuwe bondscoach werd voor het Deense team tijdens de Motorcross der Naties.

## WK motorcross
2017: 3e in MX2-klasse
2018: 3e in MX2-klasse
2019: 2e in MX2-klasse
2020: 6e in MX2-klasse
2021: 9e in MXGP-klasse
2022: Deelnemer in MXGP
| 1 | 07-05-2017 | Letland                   | Ķegums          |
| 2 | 13-05-2018 | Letland                   | Ķegums          |
| 3 | 24-03-2019 | Groot-Brittannië          | Matterley Basin |
| 4 | 27-09-2020 | Lombardije (Italië)       | Mantova         |
| 5 | 30-09-2020 | Città di Mantova (Italië) | Mantova         |